# AnsaldoBreda

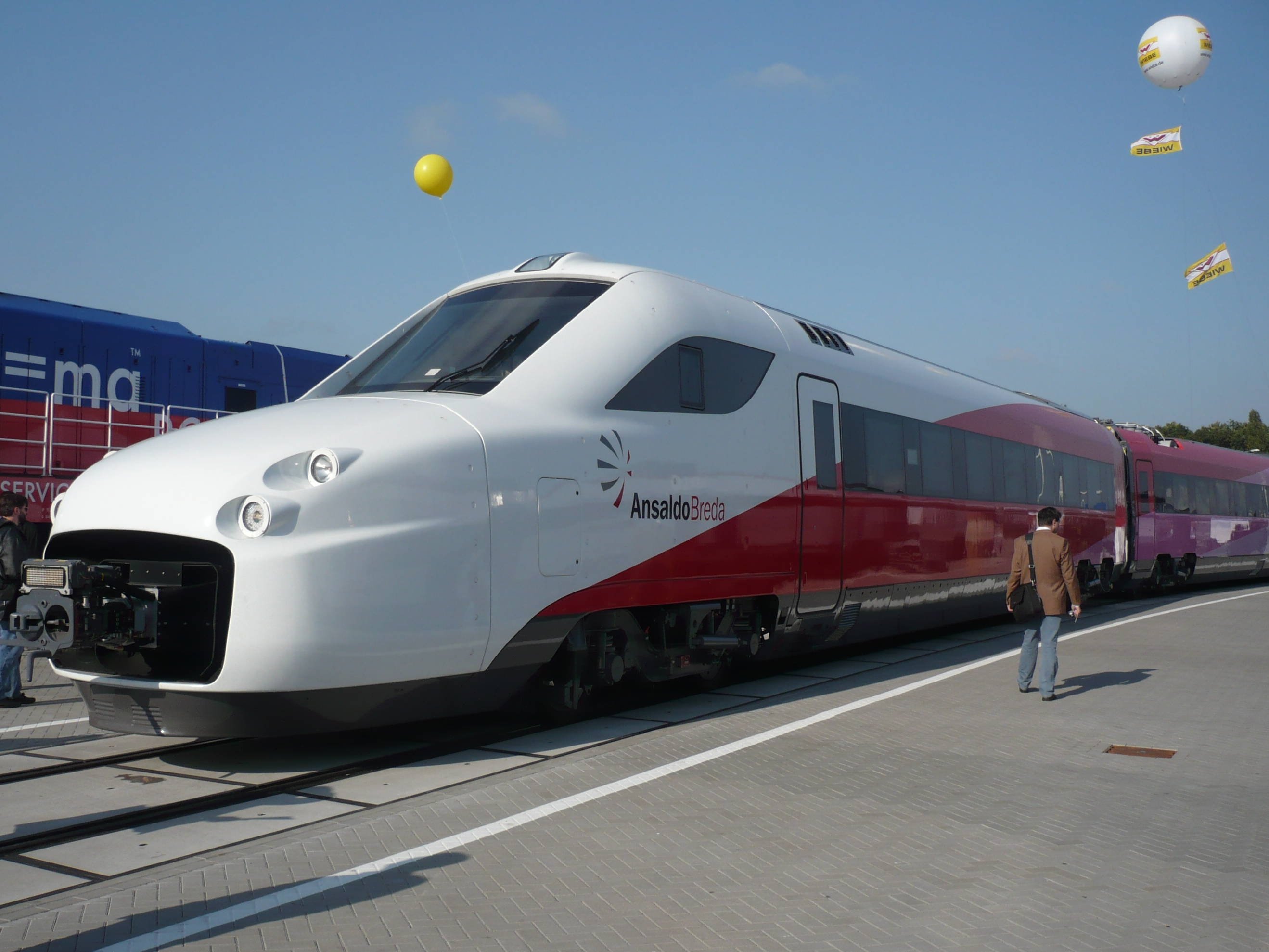
Электропоезд V250 «Альбатрос», производимый компанией AnsaldoBreda

Hitachi Rail Italy (ранее AnsaldoBreda) — итальянская железнодорожная инжиринговая компания. Компания занимается проектированием и производством железнодорожного тягового подвижного состава, трамваев, механического и электрического оборудования для них, электроаппаратов, систем управления ТПС.
Компания была образована в 2001 году путём слияния компаний Ansaldo Trasporti и Breda Costruzioni Ferroviarie в рамках холдинга Finmeccanica. В 2015 году продана корпорации Hitachi.
Офисы и производственные площадки компании расположены в городах Неаполь, Пистоя, Реджо-ди-Калабрия и Палермо.
Компания производит электровозы серий FS E402, FS E403; электропоезда серий TAF, TSR, скоростной электропоезд V250 «Альбатрос», многосекционные трамваи Sirio, троллейбусы и другое. 